# Pedro Luís Guido Scarpa
Pedro Luís Guido Scarpa (ur. 7 lutego 1925 w Wenecji, zm. 20 października 2018 w Luandzie) – włoski duchowny rzymskokatolicki posługujący w Angoli, w latach 1990-2005 biskup Ndalatando, kapucyn.

## Życiorys
Święcenia kapłańskie przyjął 26 marca 1958. 22 lipca 1983 został prekonizowany biskupem pomocniczym Luandy ze stolicą tytularną Cursola. Sakrę biskupią otrzymał 16 października 1983. 26 marca 1990 został mianowany biskupem Ndalatando. 23 lipca 2005 przeszedł na emeryturę. Zmarł 20 października 2018.